# Městská knihovna Kutná Hora
Knihovna Kutná Hora je veřejná univerzální knihovna, jejímž zřizovatelem je město Kutná Hora. Instituce se nachází v dolní části města hned vedle kostela Matky Boží na Náměti. Od roku 2006 plní instituce funkci pověřené knihovny pro 175 neprofesionálních a 22 profesionálních knihoven z regionů Kutnohorsko, Kolínsko, Nymbursko a Poděbradsko.

## Historie
Historie knihovny se začala psát v roce 1843, kdy bylo do fondu darováno přes 800 svazků. Instituce byla oficiálně založena v roce 1848 Josefem Jaromírem Štětkou, starostou města Kutná Hora. Roku 1938 se přestěhovala do Husovy třídy 145 do domu bývalé spořitelny. V prostorech přiléhajícího dvora byla roku 1991 vybudována letní čítárna.
V roce 1996 se z okresní knihovny stala městská knihovna zřizovaná městem Kutná Hora. Roku 2002 bylo rozhodnuto o znovuzavedení výkonu regionálních funkcí pro okres Kutná Hora, od roku 2006 je instituce pověřenou knihovnou a stará se o téměř 200 městských a obecních knihoven. Od roku 2010 stál před knihovnou bibliobox.
Knihovna se v roce 2022 přestěhovala na adresu Na Náměti 416/11 vedle kostela Matky Boží na Náměti. Ve zkušebním provozu byla od 2. května a slavnostně byla otevřena 28. června téhož roku.

## Budova
Knihovna se v roce 2022 přesunula do bývalé základní školy Jana Amose Komenského v ulici Na Náměti. Jde o stavbu z 90. let 19. st. v novorenesančním stylu podle projektu Jaromíra Kudrny z Netolic. Od března 2017 je budova památkově chráněna.
V letech 1938–2022 se knihovna se nacházela v ulici Husova 145/14, v domě bývalé městské spořitelny. Stavba pochází z let 1887–1888, byla vybudována podle plánů kutnohorského architekta Čeňka Dajbycha. Jedná se o řadovou patrovou budovu s novorenesanční fasádou a dvouetážovým štítem. Objekt je chráněn jako kulturní památka České republiky.

## Oddělení knihovny
Městská knihovna Kutná Hora disponuje následujícími odděleními:
- Oddělení pro dospělé
- Oddělení pro děti a pro mládež
- Klidová zóna s cizojazyčnou litaraturou

## Služby
Městská knihovna Kutná Hora nabízí knihovnické a informační služby:
Knihovna půjčuje:
- knihy, časopisy, mapy, mluvené slovo a hudbu na CD, elektronické knihy či deskové hry

Dále nabízí:
- kopírování, tisk, laminování, kroužková vazba
- písemné informační služby a rešerše
- meziknihovní výpůjční službu
- možnost vracení knih do návratového automatu
- knihovnu věcí[nedostupný zdroj]
- v oddělení pro mládež je elektrické piáno a PlayStation 5
- přednáškový sál
- v přízemí budovy je kavárna

### Vzdělávání, kultura a akce pro děti
- besedy, přednášky
- Virtuální univerzita třetího věku[7]
- Týden knihoven
- UVČ – Českopis[nedostupný zdroj]
- Hrátky s pamětí Archivováno 23. 9. 2021 na Wayback Machine.
- Ten verš si tiše říkám a další
- výstavy
- swap oblečení či květin
- Bookstart
- Lovci Perel
- Noc s Andersenem
- Deskohraní
- příměstský tábor a další

## Pobočky
Městská knihovna Kutná Hora poskytuje knihovnické služby nejen v hlavní budově, ale také ve 3 svých pobočkách:
- Obecní knihovna Malín, Malín, Kutná Hora
- Pobočka sídliště Šipší, Jana Palacha 166, Šipší, Kutná Hora
- Pobočka Kaňk – Mozaika, budova bývalé ZŠ, Kaňk, Kutná Hora

## Galerie

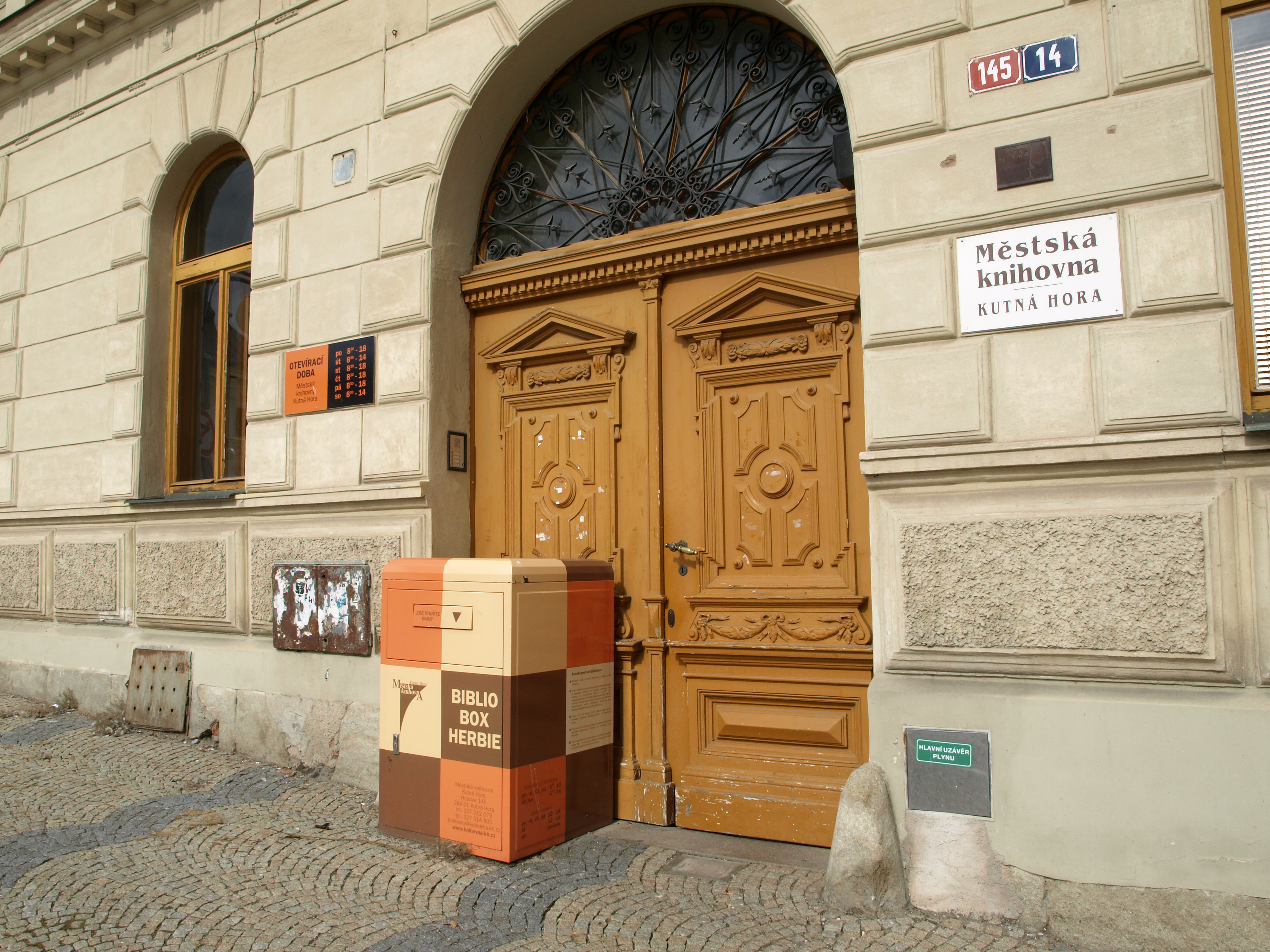
bibliobox před vchodem do MěK Kutná Hora